# Graberšćak
 Graberšćak  falu Horvátországban Zágráb megyében. Közigazgatásilag Vrbovechez tartozik.

## Fekvése
Zágrábtól 40 km-re északkeletre, községközpontjától 10 km-re északra a megye északkeleti határán fekszik.

## Története
A település 1771-ben bukkan fel a dokumentumokban.
1857-ben 103, 1910-ben 184 lakosa volt. Trianonig Belovár-Kőrös vármegye Kőrösi járásához tartozott. 2001-ben 88 állandó lakosa volt.

## Lakosság
| Lakosság változása | Lakosság változása | Lakosság változása | Lakosság változása | Lakosság változása | Lakosság változása | Lakosság változása | Lakosság változása | Lakosság változása | Lakosság változása | Lakosság változása | Lakosság változása | Lakosság változása | Lakosság változása | Lakosság változása |
| ------------------ | ------------------ | ------------------ | ------------------ | ------------------ | ------------------ | ------------------ | ------------------ | ------------------ | ------------------ | ------------------ | ------------------ | ------------------ | ------------------ | ------------------ |
| 1857               | 1869               | 1880               | 1890               | 1900               | 1910               | 1921               | 1931               | 1948               | 1953               | 1961               | 1971               | 1981               | 1991               | 2001               |
| 103                | 103                | 115                | 128                | 160                | 184                | 163                | 146                | 139                | 129                | 136                | 115                | 90                 | 85                 | 88                 |

## Nevezetességei
Szőlőhegy tradicionális borospincékkel.

## Külső hivatkozások
Vrbovec város hivatalos oldala